# Владимировка (Мурованокуриловецкий район)
Владимировка (укр. Володимирівка) — село на Украине, находится в Мурованокуриловецком районе Винницкой области.
Код КОАТУУ — 0522882002. Население по переписи 2001 года составляет 147 человек. Почтовый индекс — 23423. Телефонный код — 4356.
Занимает площадь 0,21 км².

## Адрес местного совета
23423, Винницкая область, Мурованокуриловецкий р-н, с. Галайковцы, ул. Ленина, 14